# Aurignacien

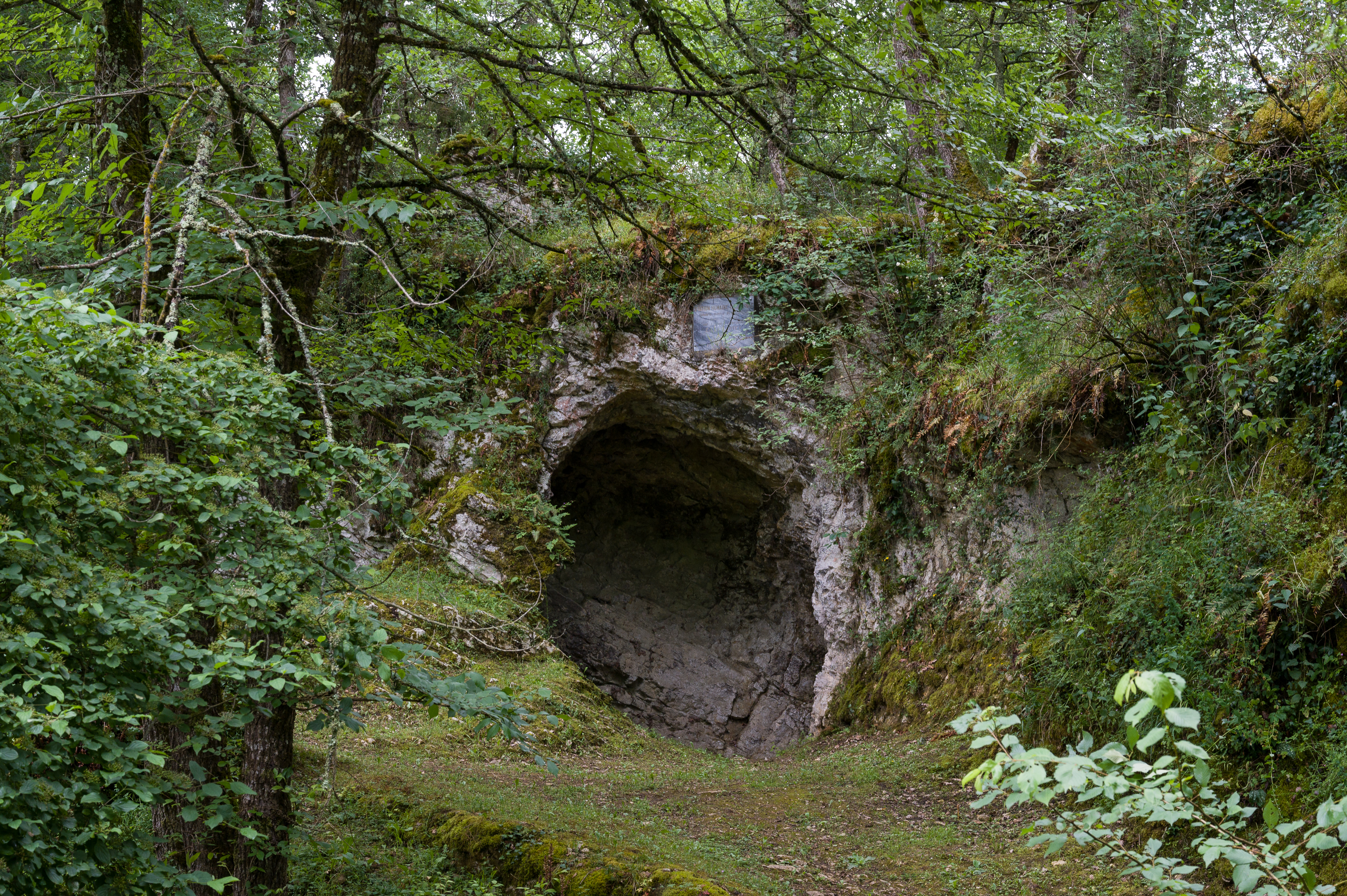
Der namengebende Abri von Aurignac

Ungefähre Ausdehnung des Aurignacien

Das Aurignacien (IPA: [orɪnjaˈsi̯ɛ̃ː], anhörenⓘ) ist die älteste archäologische Kultur des europäischen Jungpaläolithikums, und zeitgleich mit der Ausbreitung des anatomisch modernen Menschen (Homo sapiens) in weiten Teilen West-, Mittel- und Osteuropas. Als „Aurignac-Kulturstufe“ wurde der Begriff 1867 von Gabriel de Mortillet eingeführt, zunächst bei der Gliederung der Dauerausstellung des Musée des Antiquités Nationales in Saint-Germain-en-Laye (Publikation 1869). Die Typlokalität ist der Abri von Aurignac (Département Haute-Garonne), wo Édouard Lartet im Jahr 1860 erstmals Steinwerkzeuge in Verbindung mit eindeutig pleistozänen Tierknochen nachgewiesen hat.
Nach Thomas Higham u. a. (2012) beginnt das Aurignacien auf der Schwäbischen Alb  ca. 40.000 BP und reicht bis etwa 31.000 BP, siehe auch Jungpleistozän.
Die nachfolgende archäologische Kultur war das Gravettien.

## Menschenreste aus Aurignacien-Schichten
Dem Aurignacien voraus gingen Kulturstufen des Neandertalers, wie das Moustérien und das Szeletien (auch Blattspitzen-Gruppen genannt). Während der Kultur des Aurignacien, die mit dem anatomisch modernen Menschen (Homo sapiens, auch Cro-Magnon-Mensch) assoziiert ist, lebten noch Neandertaler in Europa. Neandertalern wird die Kultur des Châtelperronien (früher Périgordien I) zugeschrieben. Schmuckgegenstände dieser Kultur sprechen für eine kulturelle Beeinflussung durch Homo sapiens. Szenarien der Ablösung des Neandertalers durch Homo sapiens werden häufig durch 14C-datierte erste Belege moderner Menschen erstellt, die auf Europakarten den letzten Nachweisen von Neandertalern entgegengestellt werden. Der belgische Prähistoriker Marcel Otte favorisiert die Migration anatomisch moderner Menschen als Träger der Aurignacien-Kultur aus Zentralasien. Aufgrund der wenigen Menschenreste und der fehlerbedingten Streubreite von 14C-Daten in diesem Zeitbereich, die weit über der Spanne eines Menschenlebens liegen, bleibt die Interpretation der räumlichen Mobilität jedoch unbeweisbar.
Nach der 14C-Datierung von Begleitfunden der Menschenreste von Cro-Magnon ins Gravettien, der Direktdatierung der Schädel aus der Vogelherdhöhle ins Neolithikum sowie einer Revision falscher Datierungen an deutschen Fossilfunden wurde von einigen Experten die Urheberschaft des Aurignaciens als offene Frage dargestellt oder sogar ausdrücklich dem Neandertaler zugeschrieben. Die gesicherte Verbindung von Aurignacien und Homo sapiens. begründet sich – auch durch erst in den letzten Jahren datierte bzw. naturwissenschaftlich untersuchte Menschenreste – auf eine Reihe alter und neuer Funde:
- Einige isolierte Zähne von Brassempouy (Département Landes) aus den zwischen 1981 und 1996 durchgeführten Grabungen von H. Delporte stammen aus unteren Aurignacien-Schichten.[11] In einer 2005 publizierten Untersuchung konnten ihre Merkmale eindeutig dem Homo sapiens zugeordnet werden, was zugleich ein stichhaltiges Argument für die Trägerschaft des anatomisch modernen Menschen auch für das ältere Aurignacien ist.[14]
- Direktdatierungen an den Homo sapiens-Schädeln aus der Boček-Höhle bei Mladeč (Mähren) sind mit einem Alter von ca. 31.000 BP ein Beweis für die Verbindung mit Artefakten des jüngeren Aurignacien (Aurignacien typique).[15][16][17]
- Homo sapiens-Reste aus Aurignacien-Schichten gibt es in der Höhle von Isturitz (Département Pyrénées-Atlantiques).[18]
- Zähne von Homo sapiens in der Höhle Les Rois (bei Mouthiers-sur-Boëme) sind direkt mit Aurignacien-Artefakten einsedimentiert worden.[19][20]
- Von drei isolierten Zähnen aus der Aurignacien-Schicht E von La Ferrassie, die zuvor dem Neandertaler zugerechnet wurden,[21] konnte zumindest einer als Homo sapiens identifiziert werden.[22] Bei einem anderen gibt es intermediäre Merkmale.[23]

Ein Argument für die im Prinzip eindeutige Zuordnung von Homo sapiens zum Aurignacien und Neandertaler zum späten Mittelpaläolithikum (hier vor allem Châtelperronien) bietet eine 2009 publizierte Studie, in der 95 Neandertalerzähne und 63 Homo sapiens-Zähne aus gesichertem Befundkontext (das heißt mit archäologischen Hinterlassenschaften) untersucht wurden. Dabei konnte zu 89 % die erwartete kulturelle Zuordnung bestätigt werden: von 34 Individuen, die mit Aurignacien oder anderen frühjungpaläolithischen Industrien („Nicht-Châtelperronien“) assoziiert waren, sind 29 anatomisch moderne Menschen (Homo sapiens).

## Menschenreste aus dem Zeithorizont des Aurignacien
Neben den aufgelisteten Belegen des anatomisch modernen Menschen, die direkt in Aurignacien-Fundschichten gefunden wurden, gibt es weitere Menschenreste in Europa, die in denselben Zeithorizont zu stellen sind, jedoch ohne charakteristisches archäologisches Inventar bzw. mit anderen als Aurignacien-Artefakten:
- Die ältesten Überreste des modernen Menschen in Europa aus der Grotta del Cavallo (Apulien) sind mit Steinartefakten des Uluzzien assoziiert, das als italienisches Pendant zum Châtelperronien gilt. Die beiden 1964 gefundenen Milchzähne konnten in einer Neuanalyse aufgrund anatomischer Merkmale der Zahnkronen und -wurzeln eindeutig Homo sapiens zugeordnet werden.[24] 14C-datierte Muschelschalen derselben Schicht weisen ein Alter von 42.000–40.000 BP auf. Von den Autoren werden die Zähne anhand eines Bayes-Modells mit einem Kalenderalter von 45.000–43.000 calBP angegeben. Damit wären diese Zähne mindestens 3000 Jahre älter als das früheste Aurignacien.
- Ein 1927 gefundener Teil eines menschlichen Oberkiefers (Fossilbezeichnung KC 4) aus der englischen Kents Cavern wurde in der Erstpublikation als anatomisch moderner Mensch bezeichnet,[25] später dann jedoch lange Zeit in seinem Aussagewert in Frage gestellt. Eine AMS-Direktdatierung im Jahre 1989 erbrachte ein unkalibriertes Datum von 30.900 ± 900 BP, das zum damaligen Stand auf 36.400–34.700 calBP kalibriert wurde.[26] Im Jahre 2011 mit Ultrafiltration gewonnene AMS-Daten aus der gesamten Schichtenfolge der Höhle schlossen auch Tierknochen aus der Fundschicht des Oberkiefers ein. Aufgrund eines Bayes-Modells der Datenserie zeigt sich, dass die Fundschicht mit der überlieferten Lage der Maxilla stattdessen auf 44.200–41.500 calBC zu datieren ist.[27] Infolge der frühen Ausgrabung ist die Verortung innerhalb der Schichtenfolge jedoch nicht zweifelsfrei belegt. Anpassbare Fragmente von Tierknochen zeigen hingegen eine vertikale Umlagerung von Funden an, wie das für Höhlensedimente typisch ist.
- Die Schädel Oase 1 und 2 aus der rumänischen Peștera cu Oase wurden auf etwa 36.000 BP datiert, das entspricht nach Kalibrierung etwa 40.000 Kalenderjahren.[28][29] Sie wurden ohne archäologisches Inventar gefunden.
- In Kostenki am Don (Oblast Woronesch, Russland) gibt es isolierte Homo sapiens-Zähne aus frühjungpaläolithischen Schichten, die mit etwa 35.000 BP zu datieren sind.[30][31] Das 1954 gefundene und der jungpaläolithischen Gorodsovien-Schicht III zugeordnete Grab der Fundstelle Kostenki 14 (Markina Gora)[32] wurde im Zuge einer Untersuchung der mtDNA als authentisch bestätigt,[33] die 14C-Daten des Schichtzusammenhangs weisen es dem Zeitfenster zwischen 33 und 30.000 BP zu.[34][35] Demnach ist die Bestattung zeitgleich mit dem jüngeren Aurignacien in Westeuropa. Ein menschlicher Knochen vom Fundplatz Kostenki 1 wurde direkt datiert und erbrachte ein Alter von 32.600±1100 BP (OxA-7073).[31]
- Im Jahre 2011 wurde eine Datierung eines Menschenknochens aus Buran-Kaya III (Krim) bekannt, die mit 31.900+240/-220 BP den ältesten Nachweis in Südosteuropa darstellt, sofern Rumänien zu Mitteleuropa gezählt wird.[36] Die Schichtzuordnung ins Gravettien ist dabei problematisch, da die Datierung älter ist als der Zeitrahmen dieser Kultur.
- Die so genannte Red Lady of Paviland (Gower-Halbinsel), ein mit Ocker bestreutes männliches Grab (das Geschlecht wurde erst später korrekt bestimmt), ist anhand neuer AMS-Daten von Beifunden auf bis zu etwa 31.000 BP datiert worden.[37] Die Fundvergesellschaftung ist jedoch unsicher, eine jüngere Einstufung in den Zeithorizont des Gravettien ebenfalls möglich. Dafür würde auch die gravettien-typische Ockerbestreuung sprechen. Vier direkt an den Menschenknochen erhobene AMS-Daten ergaben im Mittel ein Alter von 29.000–28.000 BP.[37]
- Ohne gesicherte archäologische Beifunde wurden zwei Schädel in den rumänischen Höhlen Peştera Muierii (etwa 30.000 BP)[38] und Cioclovina-Höhle (etwa 29.000–28.000 BP, uncalibriert) gefunden,[39] die mittels direkter Radiokohlenstoffdatierung in den Zeithorizont des jüngeren Aurignacien datiert wurden.

Das lange Zeit dem Aurignacien ancient (Châtelperronien) zugeschriebene Grab von Combe Capelle wurde im Jahre 2011 direkt mittels AMS datiert, wonach die Bestattung ins Mesolithikum und damit wesentlich jünger einzustufen ist.

## Stufengliederung
Mortillet hatte kurz nach der Etablierung der Kulturstufe des Aurignacien im Jahre 1867 diese wieder verworfen. Der Grund war, dass er wegen der Ähnlichkeit älterer Blattspitzen der Blattspitzen-Gruppen mit denen des Solutréens eine genetische Beziehung zwischen beiden Kulturen sah. Dem stand im damaligen evolutionistischen Verständnis prähistorischer Werkzeugtypen das Aurignacien wegen des Fehlens von Blattspitzen im Wege. Erst ab 1906 setzte sich Henri Breuil mit der Wiedereinführung des Aurignacien als Kulturstufe durch. 1912 schlug Breuil folgende Dreigliederung vor:
- Aurignacien ancien (auch Aurignacien inférieur; mit Châtelperron-Spitzen, vgl. heute Châtelperronien)
- Aurignacien typique (oder mittleres Aurignacien)
- Aurignacien supérieur (mit mehreren Unterstufen, die durch Gravettespitzen u. Font-Robert-Spitzen gekennzeichnet sind; entspricht heute dem Gravettien).

Denis Peyrony unterteilte 1933 das Aurignacien anhand der Stratigraphie von La Ferrassie und Laugerie-Haute in fünf Stufen, die heute ebenfalls nur noch forschungsgeschichtlich relevant sind. Die Aurignacien-Gliederung korrelierte er mit sieben Stufen des Périgordien, die das gesamte Jungpaläolithikum vor dem voll entwickelten Magdalénien beschreiben. Peyronys Périgordien I und Aurignacien 0-I entspricht in etwa Breuils Aurignacien ancien, Aurignacien II-IV dem Aurignacien typique. Das heutige Gravettien bezeichnete Peyrony als Périgordien-Stufen IV-V. Leitcharakter hatten für Peyrony vor allem Geschossspitzen aus Knochen:
- Périgordien I (später Châtelperronien)
- Aurignacien 0 (Périgordien II): Aurignacienkratzer, Dufourlamellen
- Aurignacien I: Geschossspitzen mit gespaltener Basis (Aurignac-Spitzen), eingeschnürte Klingen, Kielkratzer
- Aurignacien II: Rautenförmige Geschossspitzen mit flachovalem Querschnitt, Nasenkratzer, Bogenstichel
- Aurignacien III: Geschossspitzen mit ovalem Querschnitt, Nasenkratzer, Bogenstichel
- Aurignacien IV: Doppelkonische Geschossspitzen mit dickovalem Querschnitt, Bogenstichel

Die moderne Gliederung teilt das Aurignacien in drei Stufen und verschiedene regionale Ausprägungen. Da das Protoaurignacien, das 1966 von Georges Laplace (1918–2004) eingeführt wurde, nicht mit dem Châtelperronien identisch ist, entspricht diese Terminologie nur teilweise dem Verständnis von H. Breuil:
- Protoaurignacien (ca. 40.000/37.000–34.000 BP): Auftreten vor allem in Südeuropa, aber auch zum Beispiel in der Altfundstelle von Krems-Hundssteig[47]
- Aurignacien ancien (34.000–31.000 BP) in Mitteleuropa, Südwestfrankreich, Asturien und Mittelitalien
- Aurignacien récent (31.000–28.000 BP) im gesamten Mitteleuropa

Hinzu kommt ein Epi-Aurignacien mit 14C-Daten um 22.000 bis 18.000 BP, wofür es heute vor allem Belege in der Ukraine zu geben scheint. Merkmale seien atypische Kielkratzer und schwach retuschierte Mikrolithen. Inwieweit das osteuropäische Epi-Aurignacien Beziehungen zu Peyronys Aurignacien V der Dordogne (hier auf das Périgordien VII. folgend) aufweist, ist in Anbetracht der großen Gebiete ohne entsprechende Nachweise unklar. Bei der hohen Mobilität nomadisierender Jäger und Sammler waren Kontakte zwischen Südwestfrankreich und Osteuropa aber sehr gut möglich. Im dazwischen liegenden Mitteleuropa gibt es nur vereinzelte Inventare, die plausible Merkmale eines Epi-Aurignacien aufweisen: Langmannersdorf und Horn-Raabserstrasse in Niederösterreich sowie Dolní Věstonice II-A in Mähren.

## Werkzeugformen
Typisch für das Aurignacien sind Projektilspitzen aus Knochen und Elfenbein, die wahrscheinlich als Spitzenbewehrung von Speeren gedient haben. Daneben gibt es eine Reihe typischer Werkzeuge („Leitformen“) aus Feuerstein, wie Kielkratzer, Stichel und lange, schmale Klingen. Diese Klingen sind häufig an den Längsseiten durch Kantenretuschen konkav geformt bzw. „tailliert“ (vgl. zweite Abbildung von links). Leitform des Aurignacien ancien und Aurignacien typique sind sogenannte Dufour-Lamellen, die eine dorsal und eine ventral retuschierte Längskante aufweisen. Lamellen und Spitzen vom Typ Font-Yves sind hingegen beidseitig dorsal kantenretuschiert. Solche Lamellen wurden von regelhaften Kernen abgetrennt und beweisen eine gezielte Strategie der Herstellung.

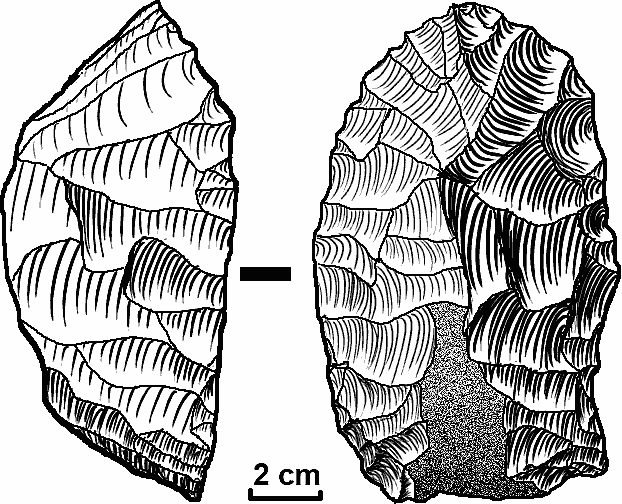
Kielkratzer
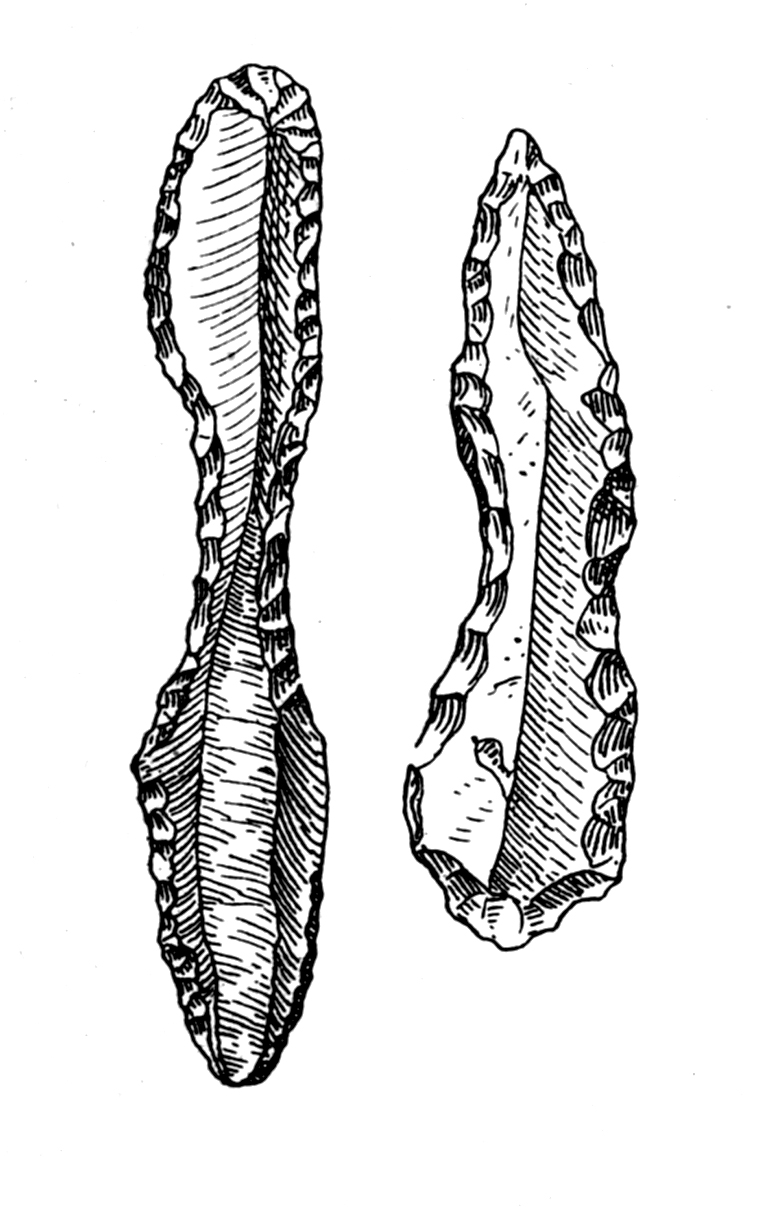
Aurignac-Klingen
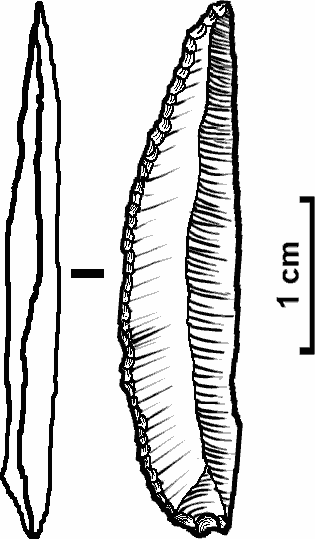
Dufour-Lamelle
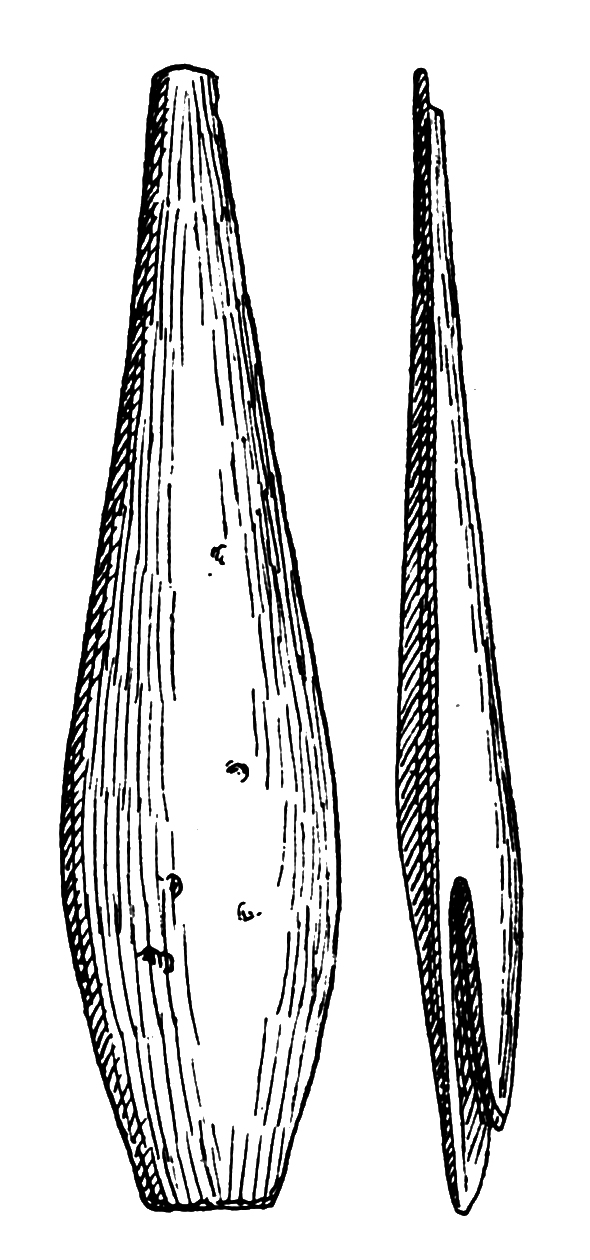
Knochenspitze mit gespaltener Basis
Klingenkratzer, Fundplatz Aurignac

## Kunstwerke

### Figürliche Kleinkunst

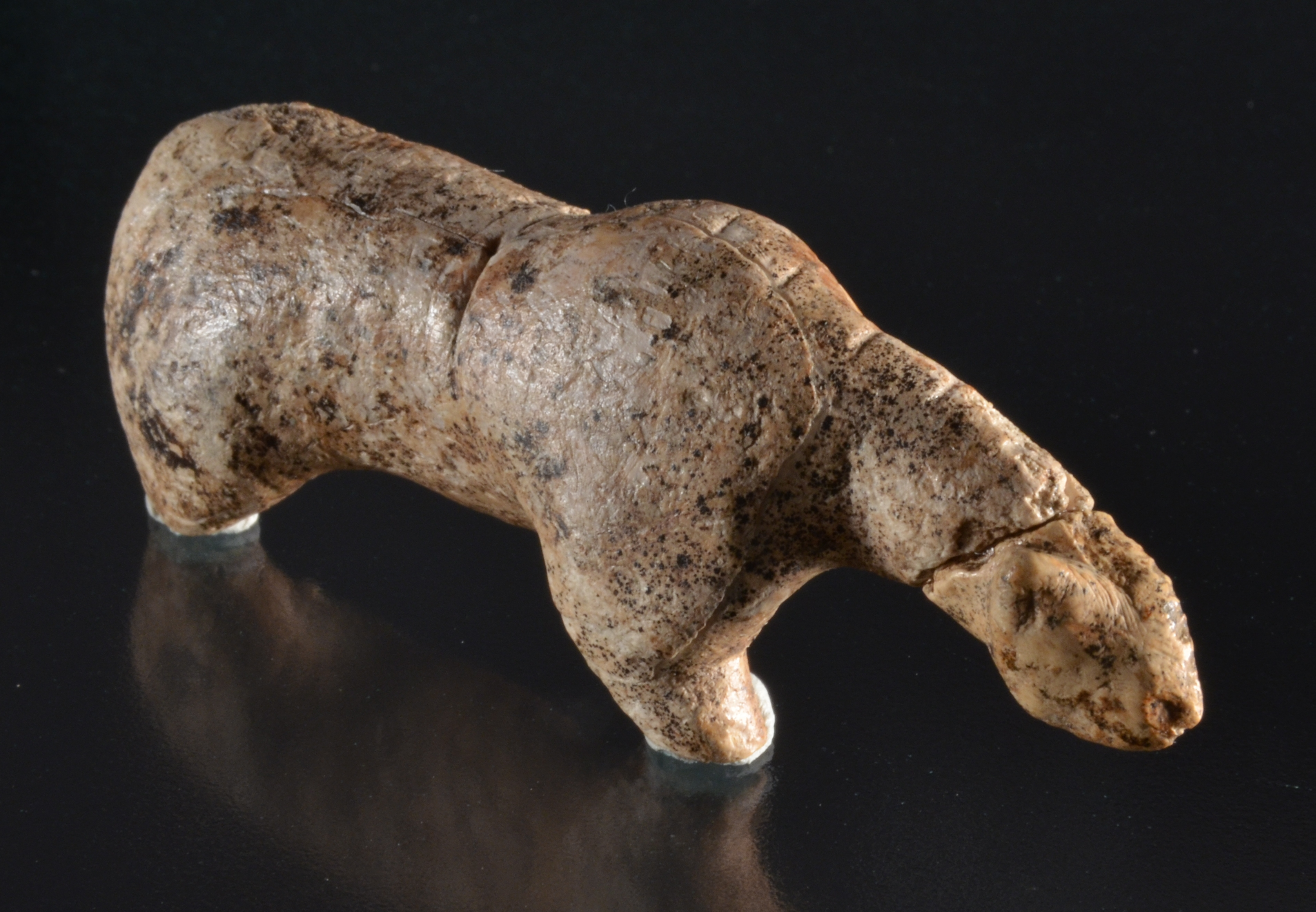
Skulptur von Bär oder Löwe, Vogelherdhöhle (40 000 Jahre alt, Aurignacien), UNESCO-Welterbe „Höhlen und Eiszeitkunst im Schwäbischen Jura“, Museum der Universität Tübingen MUT

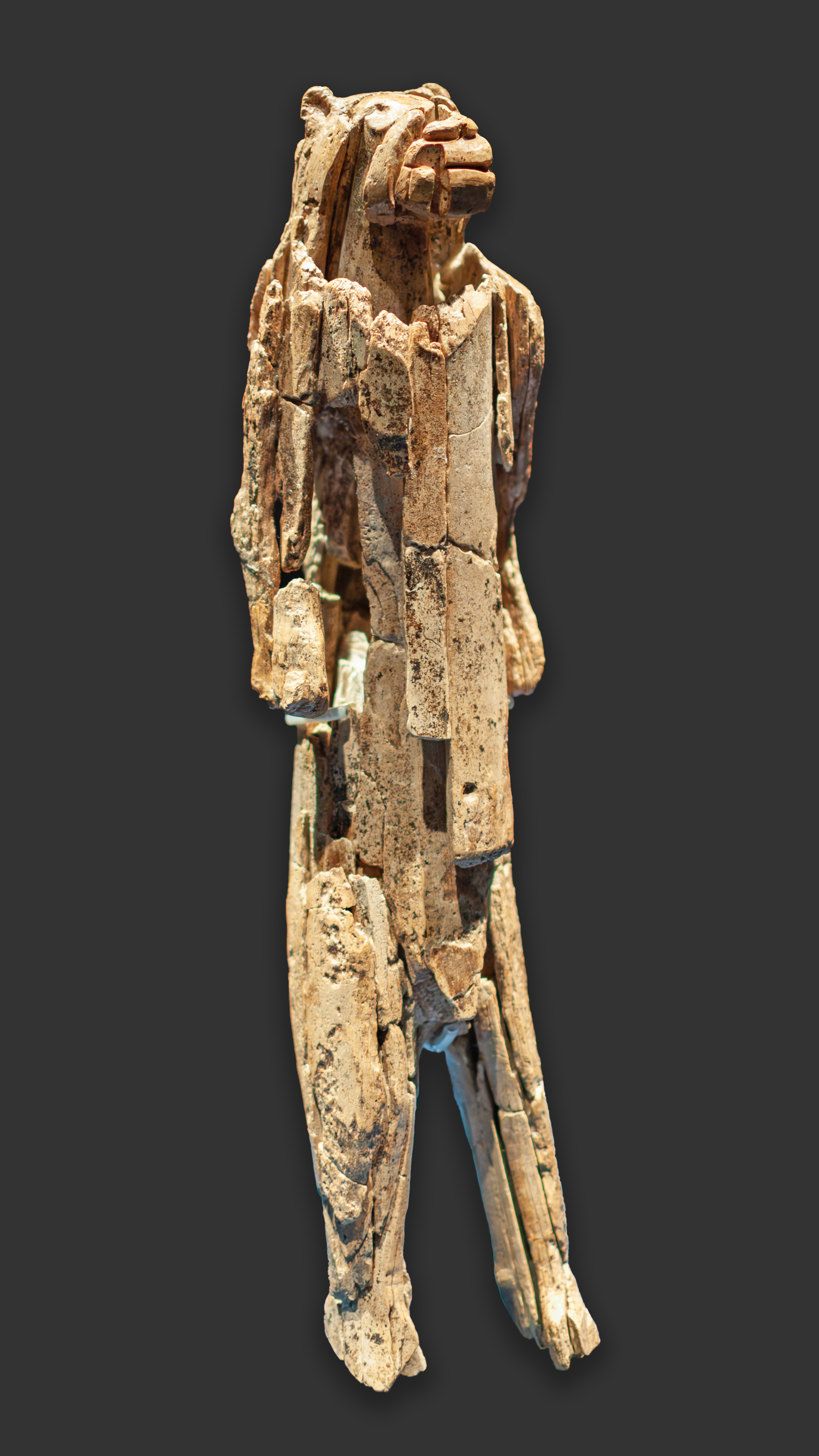
Löwenmensch

Im Aurignacien entstanden die ältesten bisher bekannten figürlichen Kleinkunstwerke. Von herausragender Bedeutung sind Fundobjekte aus Mammut-Elfenbein von der Schwäbischen Alb, die zwischen 42.000 und 38.000 BP datieren. Die berühmtesten Fundstellen dieser Region sind zum einen die Vogelherdhöhle und der Hohlenstein-Stadel mit dem Löwenmensch, beide im Lonetal. Die zweite wichtige Fundregion ist das Achtal zwischen Blaubeuren und Schelklingen
mit dem Hohlen Fels und dem Geißenklösterle.
Diese Höhlen sind mit ihren Funden Teil des UNESCO-Welterbes „Höhlen und Eiszeitkunst im Schwäbischen Jura“. 16 Artefakte vom Vogelherd aus der Ausgrabung von 1931 und aus den Nachgrabungen im Abraum werden im Museum Alte Kulturen im Schloss Hohentübingen ausgestellt. Zu einzelnen altgegrabenen (1931) Objekten konnten sogar neugegrabene (seit 2005) Mammutelfenbeinfragmente angefügt werden, wie beispielsweise bei der Skulptur eines Löwen/Bären, dessen Kopf erst bei den Abraumgrabungen zu Tage kam.
Aus dem Aurignacien stammen die ältesten sogenannten jungpaläolithischen „Venusfigurinen“ (heute wird meist der neutrale Begriff „Frauenstatuetten“ verwendet): Die Venus vom Galgenberg sowie die 2008 gefundene Venus vom Hohlen Fels.

### Flöten aus Knochen und Elfenbein

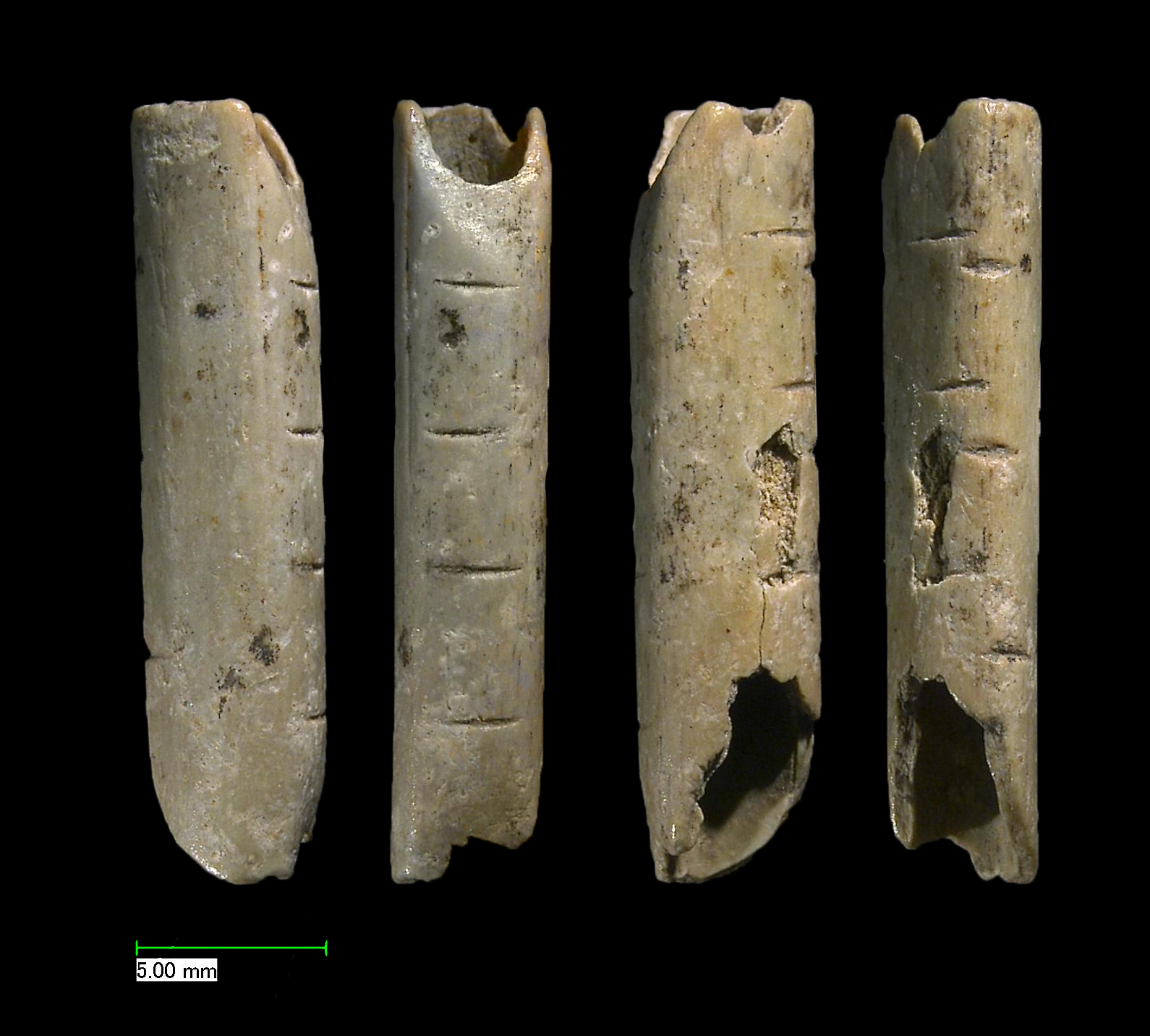
Flöte aus Gänsegeierknochen in vier Ansichten, Vogelherdhöhle (40 000 Jahre alt, Aurignacien), UNESCO-Welterbe „Höhlen und Eiszeitkunst im Schwäbischen Jura“, Museum der Universität Tübingen MUT

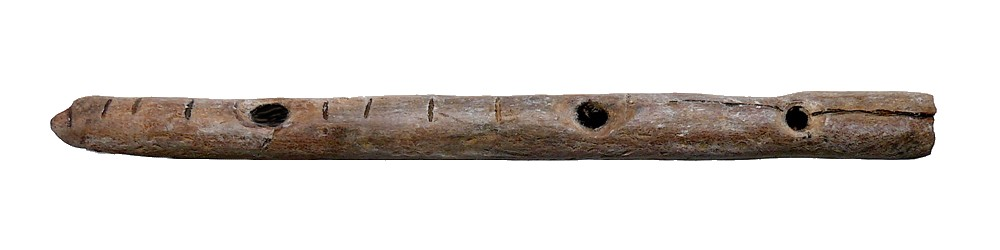
Nachbildung der Flöte 1 aus dem Geißenklösterle

Aus dem Aurignacien stammen die ersten Knochenflöten, die zweifelsfrei als solche anerkannt werden. Als Flöten interpretierte, mehr oder weniger regelhaft durchlochte Knochen aus dem Mittelpaläolithikum (z. B. Flöte von Divje babe, Slowenien, und der Bärenknochen der Istállós-kő-Höhle, Ungarn) sind dagegen umstritten.
- Im Geißenklösterle wurde eine 12,6 cm lange Flöte (Flöte 1) aus der Speiche eines Singschwans im Jahre 1990 gefunden (Schwanenknochenflöte).[59] Außerdem  wurde eine zweite, fragmentarisch erhaltene Knochenflöte (Flöte 2) mit zwei Lochresten geborgen, die ebenfalls aus einem Röhrenknochen („vermutlich Vogel“) hergestellt wurde.[59] Beide Exemplare zeigen sorgfältig angelegte Kerben und flach geschnittene Grifflöcher, die eine eindeutige Interpretation als Flöten ermöglichen. Später wurde eine weitere Flöte (Flöte 3) aus dem Geißenklösterle identifiziert, die erstaunlicherweise aus zwei ausgehöhlten Mammutelfenbeinspänen hergestellt und dann zusammengeklebt wurde.[60] Wie beide Vogelknochenflöten wurde auch Flöte 3 aus dem oberen Aurignacien-Schichtkomplex (Archäologischer Horizont II) geborgen, der nach neuesten Erkenntnissen (2012) auf etwa 42–43 000 BP datiert wird.[61] (Ein Teil der Flöte 3 war von Hahn bereits 1988 als mit einer Kerbreihe verziertes Elfenbeinstabfragment veröffentlicht worden, konnte aber wegen fehlender Teile noch nicht als Flöte identifiziert werden.[55])
- 2008 wurde im benachbarten Hohlefels die fast vollständige Gänsegeierflöte vom Hohlefels gefunden, die aus der Speiche eines Gänsegeiers (Gyps fulvus) hergestellt wurde (HF Flöte 1).[62] Diese Flöte ist auf einer Länge von 21,8 cm erhalten und hat einen Durchmesser von etwa 8 mm. Sie stammt wie die Venusfigur aus der untersten Schicht Va des Aurignacien und ist auf mindestens 35.000 v. Chr. zu datieren. Zwei weitere Flötenbruchstücke (Flöte 2 und 3) sind aus Mammutelfenbein hergestellt worden, wahrscheinlich in derselben Technik wie Flöte 3 vom Geißenklösterle.[62]
- Fragmente von drei weiteren Flöten stammen aus der Vogelherdhöhle. Flöte 1 wurde aus Vogelknochen hergestellt.[63] Flöte 2 vom Vogelherd ist aus Mammutelfenbein und in drei nicht zusammenhängenden Bruchstücken erhalten.[62] Erst kürzlich wurde im Abraum der Vogelherdhöhle eine dritte Flöte entdeckt. Sie besteht aus einem Fragment mit zwei angeschnittenen Grifflöchern und ist aus Gänsegeierknochen gefertigt. Die Flöte ist Teil des UNESCO-Welterbes „Höhlen und Eiszeitkunst im Schwäbischen Jura“. Sie ist – wie 15 weitere Kunst- und Musikartefakte – im Museum Alte Kulturen im Schloss Hohentübingen ausgestellt.
- Außerdem kann eine der insgesamt 22 Vogelknochenflöten aus der Grotte d'Isturitz (Département Pyrénées-Atlantiques) aus dem Aurignacien stammen, wobei der Schichtzusammenhang der Grabungen in den 1920er Jahren als nicht ganz gesichert gilt.[64]

### Höhlenmalerei und Petroglyphen
Aus dem jüngeren Aurignacien stammen die ältesten Höhlenmalereien Europas in der El-Castillo-Höhle (40.000 BP), sowie dem Abri Castanet (37.000 BP) und der Chauvet-Höhle im Département Ardèche. Hier konnten mittels 14C-Methode mit Holzkohle gezeichnete Abbildungen an der Wand (zwei Wollnashörner der sogenannten schwarzen Serie) auf 33.000 bis 32.000 BP datiert werden, ebenso wie Feuerstellen am Höhlenboden. Petroglyphen aus der Höhle Pair-non-Pair (Département Gironde) werden entgegen früheren Annahmen heute dem Gravettien zugeordnet. Malerei mit Rötel auf Kalksteinblöcken gibt es aus den Aurignacien-Horizonten der Grotta di Fumane (Fumane, Norditalien). Als Kunstwerke des Aurignacien sind verschiedene Petroglyphen auf größeren Felsblöcken anerkannt, da sie im Schichtzusammenhang gesichert sind, wie im Abri La Ferrassie und Abri Blanchard.

## Problem der Radiokohlenstoffdaten im Aurignacien
Radiokohlenstoffdaten aus Aurignacien-Fundplätzen sind in ihrem Aussagewert umstritten. Zum ersten schwankte der atmosphärische 14C-Gehalt zwischen etwa 32.500 und 35.000 BP beträchtlich (verursacht durch Schwankungen des Erdmagnetfeldes). Dies führt zu Plateaus und Inversionen der 14C-Daten, was in den Aurignacien-Horizonten II bis IV des Geißenklösterle anhand von Daten mittels Thermolumineszenzdatierung und ESR veranschaulicht werden konnte. Zum zweiten ist die Methode empfindlich gegenüber Verunreinigungen: Eine 40.000 BP datierte Probe, die nur zu einem Prozent mit heutigem Kohlenstoff verunreinigt ist, wird über 6.000 Jahre jünger. Die Verschiedenheit des Probenmaterials (vor allem Holzkohle vs. Knochen oder Knochenkohle) hat bis in die 90er Jahre zum Teil für sehr heterogene 14C-Daten in ein und demselben Fundhorizont gesorgt.
Stark voneinander abweichende Altersangaben zum Aurignacien sind heute aber vor allem darin begründet, dass die 14C-Daten zum Teil als kalibrierte Alter (calBP) angegeben werden, zum Teil aber noch als unkalibrierte Rohdaten (BP). Die von der IntCal Working Group (IWG) im Jahre 2004 autorisierte Kalibrierung von 14C-Daten (INTCAL04) reichte nur bis 26.000 BP zurück und schloss den Zeithorizont des Aurignacien damit aus. Seit 2009 liegt nun eine von der IWG autorisierte Kalibrationskurve bis 50.000 BP vor, die sich auf unabhängige marine Archive stützt. Zugrunde gelegt werden hier die Uran-Thorium-datierten Speläotheme (Hulu-Höhle, China; der Bahamas), datierte Korallenriffe sowie die Sauerstoff-Isotopenuntersuchung von benthischen Foraminiferen. Das Kölner Labor CALPAL sowie das Quaternary Isotope Lab der University of Washington bieten eine Kalibrierungssoftware für die Zeitspanne älter als 26.000 und damit den Zeitbereich des Aurignacien an. Die Kalibrierung archäologischer Einzeldaten >26.000 BP ist jedoch nach wie vor umstritten, da Kalibrationskurven nur einen gemittelten Wert der Abweichung von Sonnenjahren geben, der in Einzelfällen weit höher ausfallen kann.